# سيلفيو زافالا
سيلفيو زافالا (بالإسبانية: Silvio Zavala)‏ هو دبلوماسي ومؤرخ مكسيكي، ولد في 7 فبراير 1909 في ماردة في المكسيك، وتوفي في 4 ديسمبر 2014 في مدينة مكسيكو في المكسيك.